# نادي سلطة أوغندا للدخل
نادي سلطة أوغندا للدخل هو نادي كرة قدم أوغندي ومقره في العاصمة كمبالا. يلعب النادي في الدوري الأوغندي الممتاز. فاز بلقب الدوري في أعوام 2006، 2007، 2009 و 2011.

## وصلات خارجية
- موقع النادي الرسمي